# エジソン・ドス・サントス・レイス
エジソン・ドス・サントス・レイス（Edson dos Santos Reis、1990年2月26日 - ）はブラジル・バイーア州出身のサッカー選手。ポジションはフォワード（FW）。

## 来歴
2002年にECヴィトーリアで選手としてのキャリアをスタートさせる。
2007年夏に新戦力を求めてブラジル入りしたコンサドーレ札幌強化部の目にとまり、18歳になるのを待って2008年に来日。同年4月28日に練習生としてコンサドーレ札幌に加入し、その後、5月に入ってクラブとC契約を締結。7月末までの期限付きで加入することが決定した。出場はナビスコカップ一試合にとどまり契約も7月末に一度切れたものの、その将来性を高く評価され、再契約を勝ち取った。その後、同年12月2日に保有権を持つヴィトーリアから12月6日から始まるU-20ブラジル選手権に出場させたいとの連絡が入り、1試合を残してブラジルに緊急帰国した。その後、2009年1月17日に契約満了によるコンサドーレ札幌からの退団が発表された。

## エピソード
性格はシャイでまじめであるとされる。札幌では独身寮「しまふく寮」で暮らしていた。

## 所属クラブ
ユース経歴
- 2002年 - 2008年  ECヴィトーリア

プロ経歴
- 2008年 - 2012年  ECヴィトーリア
  - 2008年4月 - 2009年1月  コンサドーレ札幌 (期限付き移籍)
  - 2012年  ボタフォゴFC (サンパウロ州) (期限付き移籍)
  - 2012年  クルーベ・ジ・レガタス・ブラジル (期限付き移籍)
- 2013年  イトゥアーノFC
  - 2014年  フォルタレーザEC (期限付き移籍)
  - 2014年  CSパンドゥリイ・トゥルグ・ジウ (期限付き移籍)
- 2014年  コメルシアウFC (リベイラン・プレト)（ポルトガル語版）
- 2014年  サルゲイロAC
- 2015年  SERカシアス・ド・スル
- 2016年  ヴェラノポリスECRC
- 2016年  SERカシアス・ド・スル
  - 2017年  トレーゼFC (期限付き移籍)
- 2017年  モジミリンEC
- 2018年  ECノヴォ・アンブルゴ
- 2019年  リオ・クラロFC
- 2020年  SCサンパウロ
- 2020年  -  インフマEC

## 個人成績
| 国内大会個人成績 | 国内大会個人成績 | 国内大会個人成績 | 国内大会個人成績 | 国内大会個人成績 | 国内大会個人成績 | 国内大会個人成績 | 国内大会個人成績 | 国内大会個人成績 | 国内大会個人成績 | 国内大会個人成績 | 国内大会個人成績 |
| 年度             | クラブ           | 背番号           | リーグ           | リーグ戦         | リーグ戦         | リーグ杯         | リーグ杯         | オープン杯       | オープン杯       | 期間通算         | 期間通算         |
| 年度             | クラブ           | 背番号           | リーグ           | 出場             | 得点             | 出場             | 得点             | 出場             | 得点             | 出場             | 得点             |
| ブラジル         | ブラジル         | ブラジル         | ブラジル         | リーグ戦         | リーグ戦         | ブラジル杯       | ブラジル杯       | オープン杯       | オープン杯       | 期間通算         | 期間通算         |
| ---------------- | ---------------- | ---------------- | ---------------- | ---------------- | ---------------- | ---------------- | ---------------- | ---------------- | ---------------- | ---------------- | ---------------- |
| 2003             | ヴィトーリア     |                  |                  |                  |                  |                  |                  |                  |                  |                  |                  |
| 2004             | ヴィトーリア     |                  |                  |                  |                  |                  |                  |                  |                  |                  |                  |
| 2005             | ヴィトーリア     |                  |                  |                  |                  |                  |                  |                  |                  |                  |                  |
| 2006             | ヴィトーリア     |                  |                  |                  |                  |                  |                  |                  |                  |                  |                  |
| 2007             | ヴィトーリア     |                  |                  |                  |                  |                  |                  |                  |                  |                  |                  |
| 日本             | 日本             | 日本             | 日本             | リーグ戦         | リーグ戦         | リーグ杯         | リーグ杯         | 天皇杯           | 天皇杯           | 期間通算         | 期間通算         |
| 2008             | 札幌             | 34               | J1               | 0                | 0                | 1                | 0                | 0                | 0                | 1                | 0                |
| 通算             | ブラジル         | ブラジル         |                  |                  |                  |                  |                  |                  |                  |                  |                  |
| 通算             | 日本             | 日本             | J1               | 0                | 0                | 1                | 0                | 0                | 0                | 1                | 0                |
| 総通算           |                  |                  |                  |                  |                  |                  |                  |                  |                  |                  |                  |

- Jリーグ初出場 - 2008年05月31日 - J1 ヤマザキナビスコ杯C組第5節 vs川崎 (等々力陸上競技場)